# Popovova polární stanice

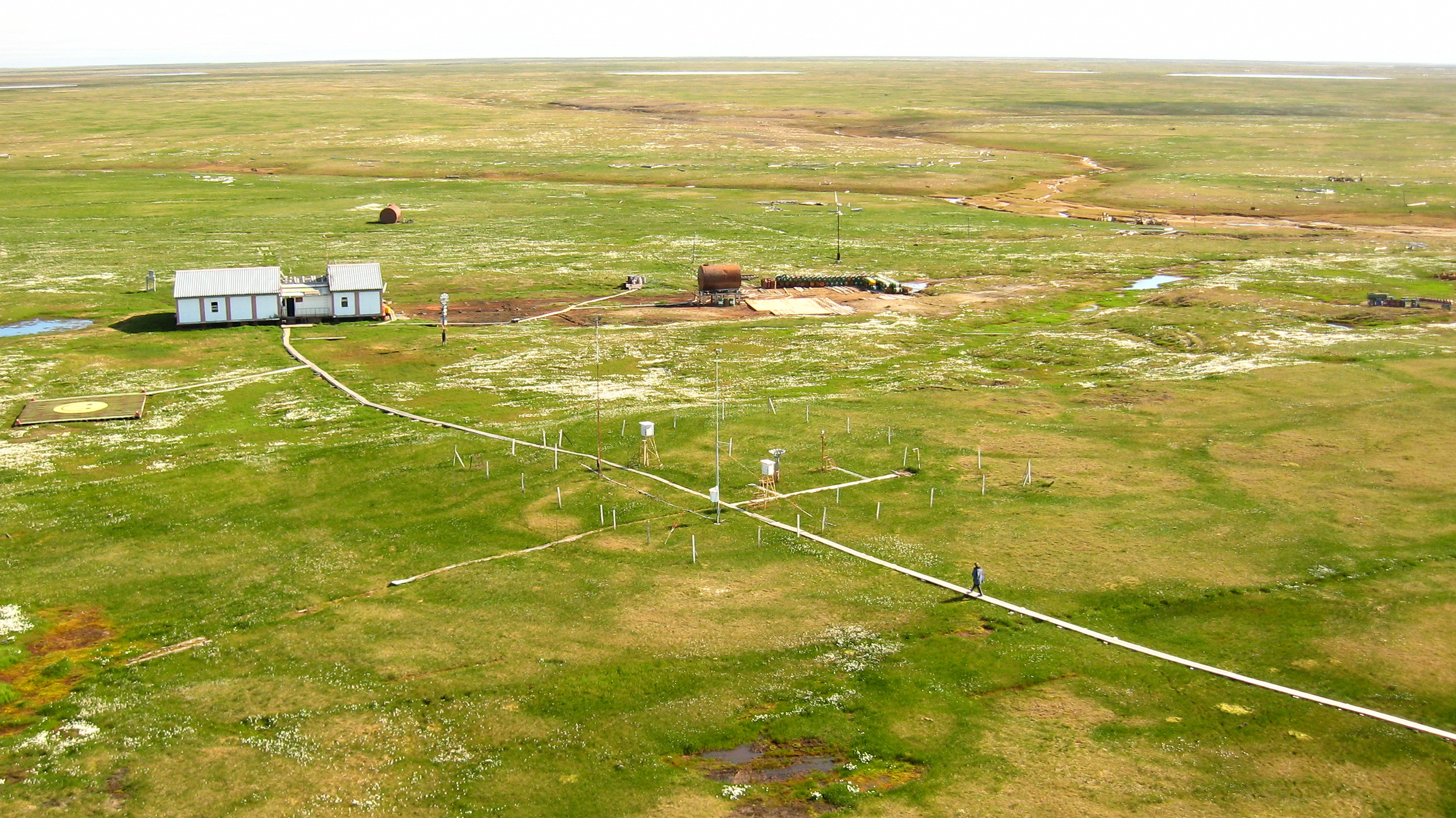
Hydrometeorologická stanice Popov v červenci 2013

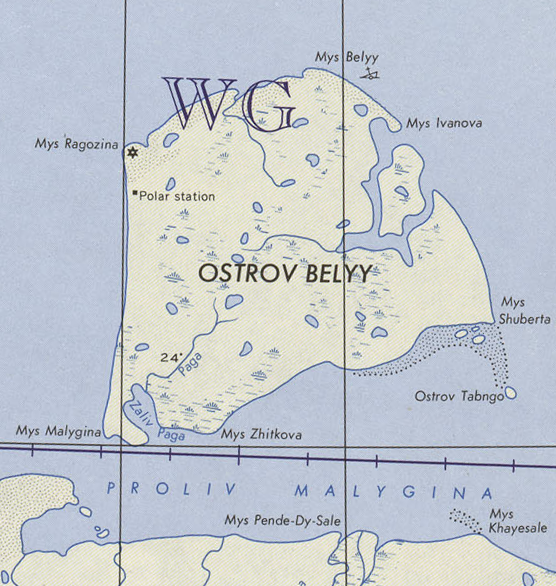
Mapa Bílého ostrova s polární stanicí v severozápadní části ostrova

Popovova polární stanice (rusky полярная станция им. М. В. Попова) je hydrometeorologická polární stanice na Bílém ostrově v Karském moři, který patří Rusku. Nachází se přibližně 750 km severně od polárního kruhu. Je pojmenovaná po sovětském polárním badateli Michailovi Vladimirovičovi Popovovi (1912-1971), který v roce 1934 na Bílém ostrově založil první rádiovou stanici na Severní mořské cestě.

## Poloha
Bílý ostrov je rovinatý, s rozlohou 1900 km2 relativně velký ostrov na severu od poloostrova Jamal, od kterého jej odděluje Malyginův průliv. Popovova polární stanice se nachází v severozápadní části Bílého ostrova na pobřeží Protoka Rogosina (také Protoka Stanzionnaja), asi 800 metrů od břehu Karského moře. Vzhledem k silné erozi pobřeží byla hydrometeorologická stanice v minulosti několikrát přemístěna.

## Historie
V prosinci 1932 byla v Moskvě založena hlavní správa Severní mořské cesty, aby otevřela zásobovací cestu pro ruskou Arktidu. Předpokladem pro bezpečnou plavbu byly navigační a meteorologické stanice po celé trase ruského arktického pobřeží. Jako jedna z prvních byla 1. listopadu 1933 uvedena do provozu hydrometeorologická stanice na Bílém ostrově. Od 9. června 1972 nese dle návrhu Jevgenije Konstantinoviče Fjodorova jméno Popovova polární stanice. V letech 1960 až 1970 zde pracovalo až 300 zaměstnanců. Od konce roku 1990 byla používána jediná budova, která v březnu 2001 vyhořela. Dne 1. listopadu 2002 byla slavnostně otevřena nová staniční budova o rozloze 195 m2. Má pracovní prostory o rozloze 120 m2. Pro napájen polární stanice se používají dva 10 kW dieselgenerátory a jeden 6 kW benzínový generátor. Pro vytápění objektu byly instalovány dvě paralelní 30 kW dieselové kotelny. Na stanici jsou dva řetězové traktory DT-75 a sněžný skútr typu "Buran".
Polární stanice Popov nebyla v minulosti provozována udržitelným způsobem. Křehký arktický ekosystém Bílého ostrova byl těžce postižený zchátralými, částečně vyhořelými budovami, a zejména odpadky, především znečištěnými palivovými bubny, železným šrotem a gumovými odpadky. V roce 2012 začala víceletá obnova znečištěných oblastí. Do roku 2014 byla plocha 35 hektarů vyčištěna dobrovolníky. Bylo odstraněno 75 až 100 tun kovového odpadu.
Nedaleko polární stanice je od roku 2012 pravoslavná kaple. Pamětní deska připomíná oběti německého útoku na konvoj BD-5 ve dnech 12. až. 13. srpna 1944, který se uskutečnil u Bílého ostrova.